# Kujō Norizane
Kujō Norizane (九条教実, [[[1210]] - 1235] Erro: {{japonês}}: texto da transliteração contém caractere não latino (pos 19) (ajuda)), também conhecido como Fujiwara no Norizane e postumamente como Tōin Sesshō, foi um  Nobre do período Kamakura da História do Japão, líder do Ramo Kujō  do Clã Fujiwara. Ocupou a posição de Kanpaku do Imperador Go-Horikawa entre 1231 e 1232 e de Sesshō do Imperador Shijo entre 1232 e 1235.

## Vida e carreira
Norizane foi filho do regente Michiie e pai de  Tadaie. Já sua filha (Nobuhito Mon-in, 1227-1262) se tornará Consorte do Imperador Shijo em 1241.
Em 1218 era Comandante Júnior de Terceiro Escalão e Masako (mãe do Shogun Minamoto no Sanetomo) pediu para o Imperador Go-Toba que o enviasse para escolta-la.
Em 1222 foi nomeado Chūnagon.
Em 1225 foi nomeado Dainagon.
Em 1227 foi nomeado Udaijin.
Em 1231 foi nomeado Sadaijin, neste mesmo ano assumiu a liderança do Clã e se tornou Kampaku do Imperador Go-Horikawa.
Em 1232 se tornou Sesshō do Imperador Shijo.
Ficou doente no final de fevereiro de 1235 e morreu no dia 27 de março deste mesmo ano. Foi vítima de uma grave doença. Seu pai Michiie assumiu a responsabilidade de cuidar de sua pequena filha e de seu filho amado. Michiie também reassumiu o posto de Sesshō, fazendo um acordo com o sogro de seu filho, Saionji Kintsune além da liderança do Ramo. 
| Precedido por Kujō Michiie         | -- 5º Líder dos Kujō Fujiwara (1231 - 1235) | Sucedido por Kujō Michiie    |
| Precedido por Kujō Michiie         | Kanpaku (1231 - 1235)                       | Sucedido por Kujō Michiie    |
| Precedido por Kujō Yoshihira       | 59º Sadaijin (1231 - 1235)                  | Sucedido por Konoe Kanetsune |
| Precedido por Ōinomikado Morotsune | 94º Udaijin (1227 - 1231)                   | Sucedido por Konoe Kanetsune |